# Open spaces
Open spaces is het debuutalbum van CMU uit 1971. Het verscheen op het Transatlantic Records-label, hetgeen meestal een vaag teken is voor matige verkoopondersteuning. Het album verkocht dan ook matig, terwijl bij de introductie de muziek nog werd vergeleken met Emerson, Lake & Palmer. CMU werd daarbij subtiel gevonden, ELP te ruw. De onderstaande samenstelling van de muziekgroep was van korte duur. Na het album viel CMU uiteen en Roger Odell moest met vrouw Larraine op zoek naar nieuwe bandleden. De omschrijving van de muziek is niet eenvoudig; het is een smeltpot aan stijlen van jazz, folk, progressieve rock, maar ook rock à la The Doors ontbreekt niet.

## Musici
- Larraine Odell – zang
- James Gordon- zang, percussie
- Ian Hamlett– gitaar, fluit
- Terry Mortimer – toetsinstrumenten, gitaar, altviool
- Ed Lee – basgitaar
- Roger Odell – slagwerk

## Muziek
| Nr. | Titel                                        | Duur  |
| --- | -------------------------------------------- | ----- |
| 1.  | Henry (Odell, Odell)                         | 4:42  |
| 2.  | Voodoo man (Odell, Odell)                    | 4:31  |
| 3.  | Slow and lonesome blues (Lee)                | 5:03  |
| 4.  | Chanticleer (Gordon, L.Odell, Lee, Mortimer) | 6:07  |
| 5.  | Japan (Sanders)                              | 2:42  |
| 6.  | Clown (Gordon, Lee)                          | 2:31  |
| 7.  | Mystical sounds (Odell, Odell)               | 3:09  |
| 8.  | Open spaces (Lee, Mortimer)                  | 11:31 |